# Ким Ён Тхэ
Ким Ён Тхэ (кор. 김용태; род. 21 октября 1990 года, Йонсан, Сеул, Республика Корея) — южнокорейский политический деятель, член Национального собрания Республики Корея. В 2025 году занимал пост председателя Комитета по чрезвычайному реагированию партии «Сила народа» (временный лидер партии).

## Биография

### Ранние годы
Ким Ён Тхэ родился в 1990 году как единственный сын и воспитывался в строгости. Получил степень бакалавра по специальности «Инженерная защита окружающей среды» в Университете Квангвун, а затем степень магистра в области технологий энергетической и экологической политики в аспирантуре Green School Университета Корё. В дальнейшем служил в армии в качестве офицера. Является выпускником Академии молодых политических офицеров «Гонмёнвон». 
С 2016 по 2017 годы был младшим научным сотрудником Центра исследований политики конвергенции зелёных школ Университета Корё. В 2018 году — младший научный сотрудник Совместного исследовательского центра энергетических технологий, Фонд отраслевого и академического сотрудничества Университета Корё. Также являлся участвующим исследователем данного университета.

### Политическая карьера
Он занялся политикой во время крушения парома «Севоль». Участвовал в митинге за импичмент президента Пак Кын Хе.
В 2018 году он был назначен заместителем председателя Центрального молодёжного комитета «Правильной партии» и баллотировался в качестве независимого кандидата в городской совет Сонпха-гу. После этого он вместе с депутатом Ю Сын Мином покинул партию и перешёл в «Новую консервативную партию», где занимал должность сопредседателя с 20 января по 17 февраля 2020 года. Однако перед парламентскими выборами 2020 года он перешёл в «Объединённую партию будущего», которая объединилась с партией «Свободная Корея». На парламентских выборах 2020 года он был выдвинут как самый молодой кандидат по своему округу, но проиграл.
С ноябрь 2021 по январь 2022 года был заместителем председателя избирательного комитета кандидата в президенты от партии «Сила народа» Юн Сок Ёля на выборах 2022 года.
На 3-м Национальном съезде партии «Сила народа», состоявшемся в 2023 году, он баллотировался на пост члена Верховного совета как член так называемой фракции Ли Джун Сока (Чон Ха Рам, Хо Ын А, Ким Ён Тхэ и Ли Ки Ин), но потерпел неудачу. Впоследствии, в декабре 2023 года, когда остальные трое покинули партию, чтобы присоединиться к процессу создания «Партии новых реформ», под руководством Ли Джун Сока, он был единственным из четвёрки, кто остался в «Силе народа».
На парламентских выборах 2024 года он сменил избирательный округ и был избран в возрасте 33 лет.
В мае 2025 года Ким был назначен сопредседателем избирательного комитета и главой молодёжного штаба кандидата в президенты от «Силы народа» Ким Мун Су на выборах 2025 года. 10 мая «Сила народа» созвала чрезвычайный комитет и орган по управлению выборами, чтобы начать процесс замены кандидата в президенты Ким Мун Су, выигравшего партийные праймериз, на независимого кандидата Хан Док Су. Ким Ён Тхэ выразил поддержку Ким Мун Су и выступил против его замены. В ночь на 11 мая в результате голосования, проведённого среди членов партии, смена кандидата была отклонена. Ким Мун Су был восстановлен в качестве кандидата в президенты от «Силы народа», а председатель Комитета по чрезвычайному реагированию партии Квон Ён Се принёс извинения за созданное замешательство и подал в отставку. Ким Мун Су выдвинул Ким Ён Тхэ на должность нового председателя Комитета по чрезвычайному реагированию «Силы народа» (временного лидера партии на период выборов).
После поражения Ким Мун Су на президентских выборах, Ким Ён Тхэ предложил план реформирования партии «Сила народа». В частности, предложил полностью разорвать отношения партии с бывшим президентом Юн Сок Ёлем, принять импичмент Юна и расследовать попытку замены кандидата в президенты Ким Мун Су бывшим премьер-министром Хан Док Су. Однако столкнувшись с оппозицией со стороны старой элиты партии был вынужден покинуть руководящий пост в партии по окончании срока полномочий. Новым председателем Комитета по чрезвычайному реагированию 30 июня 2025 года был назначен Сон Ён Сок, являющийся сторонником подвергшегося импичменту экс-президента Юна.